# Liste von Einheitsbäumen in Sachsen-Anhalt
In der Liste von Einheitsbäumen in Sachsen-Anhalt sind Einheitsbäume in Sachsen-Anhalt aufgeführt. Dabei handelt es sich üblicherweise um Dreiergruppen aus einer Rotbuche, einer Kiefer und einer Stieleiche, die zum Gedenken an die Deutsche Wiedervereinigung gepflanzt wurden. Die Liste ist Teil der Liste von Einheitsbäumen in Deutschland. Sie enthält auch zu den Bäumen gehörende Gedenksteine oder Tafeln.
In einem gesonderten Abschnitt können „Echte Einheitsbäume“ erfasst werden, die am 3. Oktober 1990 gepflanzt wurden.
Die Liste erfasst nicht die vielen beim „Einheitsbuddeln“ aus dem gleichen Anlass gepflanzten Einzelbäume, Baumgruppen, Baumreihen und Allee-Teile.

## Tabelle
In dieser Tabelle ist Jahr das Jahr (oder Datum) der Pflanzung.
| Ort                     | Lage | Bild           | Baumarten                         | Jahr                    | Beschreibung |
| ----------------------- | --- | -------------- | --------------------------------- | ----------------------- | --- |
| Aken (Elbe)             | Karte Wiese am Schulgarten in der Kaiserstraße                                                                              | weitere Bilder | Stieleiche Rotbuche Waldkiefer    | 2020 (3. Okt.)          | Anlässlich des 30. Jahrestages der deutschen Wiedervereinigung am 3. Oktober auf die Wiese am Schulgarten in der Kaiserstraße gepflanzt vom Bürgermeister Jan-Hendrik Bahn gemeinsam mit Altbürgermeister Hansjochen Müller und Jugendbeirat Philipp Niehoff. |
| Blankenburg (Harz)      | Karte Am Schnappelberg, am Nordostrand des Wohnmobilstell- und Parkplatzes                                                  | weitere Bilder | Stieleiche Rotbuche Waldkiefer    | 2015 (31. Oktober) 2016 | Am 3. Oktober 2015, anlässlich des 25. Jahrestages der deutschen Wiedervereinigung, pflanzte Bürgermeister Heiko Breithaupt gemeinsam mit Thomas Pink, Bürgermeister der Partnerstadt Wolfenbüttel, den ersten der drei Bäume am Schnappelberg. Breithaupt dankte der Partei „Bündnis 90/Die Grünen“ als Initiator und allen Spendern, die die Aktion ermöglicht hatten. Hier stehen die Bäume ortsbedingt in einer Reihe. |
| Eisleben Kloster Helfta | Karte im Kloster St. Marien zu Helfta, 30 Meter links vom Haupteingang (gegenüber vom Parkplatz vor dem Caritas Pflegeheim) | weitere Bilder | Traubeneiche Rotbuche Winterlinde | 2014 (3. Okt.)          | Anlässlich des 24. Jahrestages der deutschen Wiedervereinigung gepflanzt von Oberbürgermeisterin Jutta Fischer und Priorin M. Agnes Fabianek gemeinsam mit den Bundestagsabgeordneten Uda Heller und Eduard Jantos im Kloster Helfta, 30 Meter links vom Haupteingang gepflanzt. Nach der Pflanzung begab man sich in den Mechthildsaal des Klosters zum jährlichen Festkonzert zum Tag der Deutschen Einheit. Hier stehen statt der Stieleiche eine Traubeneiche und anstelle der Waldkiefer eine Winterlinde. Zum Ensemble gehören zwei Bänke aus Stein. |
| Gardelegen OT Wannefeld | Karte auf dem Dorfplatz | weitere Bilder | Stieleiche Rotbuche Schwarzkiefer | 2019 (14. Mai)          | Im 29. Jahr der deutschen Wiedervereinigung am 14. Mai auf dem Dorfplatz von Ortsbürgermeister Gustav Wienecke mit Hans-Peter und Ingrid Baule sowie der Stifterin Ehrengard Dümpert-von Alvensleben gepflanzt. |
| Gerbstedt               | Karte am Sportplatz, auf dem Festplatz                                                                                      | weitere Bilder | Stieleiche Rotbuche Waldkiefer    | 2015 (30. Sept.)        | Anlässlich des 25. Jahrestages der deutschen Wiedervereinigung am 30. September von Vertretern verschiedener Generationen am Sportplatz, auf dem Festplatz am 30. September 2015 gepflanzt. |
| Gräfenhainichen         | Karte Grünfläche am Vorstadtteich, Strohwalder Straße                                                                       | weitere Bilder | Stieleiche Rotbuche Waldkiefer    | 2020 (3. Okt.)          | Anlässlich des 30. Jahrestages der deutschen Wiedervereinigung am 3. Oktober auf die Grünfläche am Vorstadtteich, Strohwalder Straße, gepflanzt vom Bürgermeister Enrico Schilling und dem Stadtratsvorsitzenden Günter Schöley. In der Mitte stehen drei rustikale Bänke, gespendet vom Verein Dübener Heide, ebenfalls im Dreieck. |
| Halberstadt             | Karte Grünfläche Ecke Hoher Weg / Schmiedestraße vis-a-vis der Bürgerkirche St. Martini                                     | weitere Bilder | Stieleiche Rotbuche Waldkiefer    | 2020 (3. Okt.)          | Anlässlich des 30. Jahrestages der deutschen Wiedervereinigung am 3. Oktober 2020 gegenüber der Bürgerkirche St. Martini gepflanzt vom Oberbürgermeister Andreas Henke gemeinsam mit Stadtratspräsident Dr. Volker Bürger und Matthias Gabriel, Oberbürgermeister in den Jahren 1990 bis 1996. Der Ort wurde gewählt, weil die Stadt- und Bürgerkirche St. Martini Ausgangspunkt für die friedliche Revolution 1989 in Halberstadt war. |
| Halle (Saale)           | Karte im Grünen Dreieck Heide-Süd, beim Ausgang Scharnhorststraße                                                           | weitere Bilder | Stieleiche Rotbuche Waldkiefer    | 2014 (11. Nov.)         | Anlässlich des 24. Jahrestages der deutschen Wiedervereinigung im Grünen Dreieck Heide-Süd beim Ausgang Scharnhorststraße gepflanzt und am 9. November, dem Tag des Mauerfalls, feierlich eingeweiht. |
| Oranienbaum-Wörlitz     | Karte am Oranienbaumer Busbahnhof, zur Schlossstraße                                                                        | weitere Bilder | Stieleiche Rotbuche Waldkiefer    | 2020 (28. März)         | Am 28. März 2020 gepflanzt und anlässlich des 30. Jahrestages der deutschen Wiedervereinigung am 3. Oktober eingeweiht. Zum Denkmal gehören eine Rundbank im Zentrum und mehrere Infotafeln. |
| Sangerhausen            | Karte Grünfläche zwischen Malzgasse und Altendorf bei den Altendorf-Terrassen                                               | weitere Bilder | Stieleiche Rotbuche Winterlinde   | 2015 (23. Okt.)         | Anlässlich des 25. Jahrestages der deutschen Wiedervereinigung von Oberbürgermeister Ralf Poschmann, SDW-Vorsitzender Peter Edel und Fielmann-Niederlassungsleiterin Jacqueline Görz am 23. September bei den Altendorf-Terrassen gepflanzt. Hier steht statt der für Ostdeutschland symbolischen Kiefer eine Winterlinde. |
| Stendal                 | Karte auf der Grünfläche vor der Diesterwegschule zwischen Ostwall und Parkstraße                                           | weitere Bilder | Stieleiche Rotbuche Schwarzkiefer | 2014 (27. Sept.)        | Anlässlich des 24. Jahrestages der deutschen Wiedervereinigung im Ostpark von Oberbürgermeister Klaus Schmotz, Stadtrat Klaus Weise und Veronika Sauerländer, stellvertretende Bürgermeisterin der Partnerstadt Lemgo am 27. September auf der Grünfläche vor der Diesterwegschule zwischen Ostwall und Parkstraße gepflanzt. Hier steht statt der für Ostdeutschland symbolischen Waldkiefer eine Schwarzkiefer. |